# Stenelmis nigromaculata
Stenelmis nigromaculata là một loài bọ cánh cứng trong họ Elmidae. Loài này được Lisle & Chûjô miêu tả khoa học năm 1964.